# Zip Zip
Zip Zip est une série télévisée française d'animation créée par Aurore Damant, sur une idée originale d'Anne Ozannat, réalisée par Lionel Allaix, et produite par GO-N Productions. Zip Zip a d'abord été diffusée en Allemagne sur Super RTL en mars 2015 et en France sur France 3 en avril 2015.
La série est actuellement diffusée dans plusieurs pays à travers le monde, est rediffusée depuis 2018 sur France 4, depuis le 29 août 2016 sur Disney XD (France) jusqu'au 24 mars 2020 et depuis le 26 août 2019 sur Disney Channel (France). 
Aujourd'hui les 2 saisons sont diffusées sur Disney Channel, la saison 1 sur France 3 et la saison 2 sur France 4.

## Synopsis
Washington le renard, Sam et Eugénie les sangliers et Suzie la merlette sont quatre animaux sauvages qui en avaient assez de la forêt, ils ont l'idée de se déguiser en animaux domestiques pour vivre auprès des humains incognito.
Le premier se déguise en chien, le second en chat, la troisième en lapin et la dernière en canari. 
Au fil des épisodes, ils vont devoir garder leur secret coûte que coûte. Ils devront aussi se débarrasser de très nombreux ennemis qui tantôt les intimident, tantôt s'emparent du domicile des Livingstone où ils se sont installés. Et tout ça sous le regard dédaigneux et glacial de l'odieuse chatte Victoria.

## Distribution
- Gauthier Battoue : Washington
- Benoît DuPac : Sam
- Diane Dassigny : Victoria
- Natacha Muller : Mme Livingstone
- Nessym Guetat : M. Livingstone
- Camille Donda : Eugénie
- Charlyne Pestel : Suzie
- Annabelle Roux : Nougat
- Leslie Lipkins : Framboise
- Bruno Magne : Mitch / le Vétérinaire

## Diffusion
| Pays            | Chaîne         | Première date    | Source(s) |
| --------------- | -------------- | ---------------- | --------- |
| Allemagne       | Super RTL      | 23 mars 2015     | [ 2 ]     |
| France          |                |                  | [ 3 ]     |
| France          |                |                  | [ 3 ]     |
|                 | France 3       | 4 avril 2015     |           |
| Disney XD       | 29 aôut 2016   |                  |           |
| Pologne         | teleTOON+      | 13 avril 2015    | [ 4 ]     |
| Australie       | Disney XD      | 4 décembre 2014  | [ 5 ]     |
| Italie          | Disney XD      | 15 juin 2015     | [ 6 ]     |
| Corée du Sud    | Disney Channel | 23 juin 2015     | [ 7 ]     |
| Asie du Sud-Est | Disney Channel | 14 juillet 2015  | [ 8 ]     |
| Brésil          | Disney Channel | 19 octobre 2015  | [ 9 ]     |
| Portugal        | SIC K          | 9 décembre 2014  |           |
| Angola          | DStv Kids      | 10 décembre 2014 |           |
| Mozambique      | DStv Kids      | 11 décembre 2014 |           |
| Israël          | Disney Channel | 12 décembre 2014 |           |
| Russie          | Disney Channel | 13 décembre 2014 |           |
| Japon           | Disney Channel | 14 décembre 2014 |           |
| Suède           | SVT            | 15 décembre 2014 |           |
| Canada          | Family Channel | 16 décembre 2014 |           |
| Canada          | Télé-Québec    | 17 décembre 2014 |           |

## Liste des épisodes
| N° global | N° dans la saison | TITRE FRANÇAIS                       | STORYBOARD           | SCENARIO                               |
| --------- | ----------------- | ------------------------------------ | -------------------- | -------------------------------------- |
| 1         | 1                 | L'heure du bain                      | Lionel Allaix        | Ian Carney                             |
| 2         | 2                 | Les chats pardeuses                  | Lionel Allaix        | Cynthia True                           |
| 3         | 3                 | Attention ça tourne                  | Anthony Pascal       | Cynthia True                           |
| 4         | 4                 | Washington tourne mal                | Thierry Sapyn        | Brendan Hay                            |
| 5         | 5                 | Miam miam                            | Christophe Pittet    | Thomas Barichella                      |
| 6         | 6                 | Trou nouveau trou beau               | Anthony Pascal       | Cynthia True                           |
| 7         | 7                 | Intelligence Artificielle            | Gark                 | Pierre-Gilles Stehr                    |
| 8         | 8                 | Pas bête la fête                     | Thierry Sapyn        | Cynthia True                           |
| 9         | 9                 | Le point insaisissable               | Thierry Sapyn        | Erik Wiese                             |
| 10        | 10                | Une affaire pressante                | Baptiste Lucas       | Jessica Gao                            |
| 11        | 11                | Sam aigre doux                       | Nicolas Moschini     | Ian Carney                             |
| 12        | 12                | La suite parentale                   | Christophe Pittet    | Darren Belitsky                        |
| 13        | 13                | Vidéo Gaffe                          | Nima Azarba          | Pierre-Gilles Stehr                    |
| 14        | 14                | Malade comme un chien                | Nima Azarba          | Alec Holland                           |
| 15        | 15                | Voici Mitch                          | Christophe Pittet    | Erik Wiese                             |
| 16        | 16                | Bienvenue dans la niche              | Thierry Sapyn        | Darren Belitsky, Erik Wiese            |
| 17        | 17                | Suzie prend l'eau                    | Fred Mintoff         | Guillaume Mautalent, Sébastien Oursel  |
| 18        | 18                | La nuit du renard garou              | Philippe Leconte     | Erik Wiese                             |
| 19        | 19                | L'amour rend sourd                   | Brice Magnier        | Thomas Barichella, Pierre-Gilles Stehr |
| 20        | 20                | Sans queue ni tête                   | Philippe Leconte     | Daryle Conners, Marya Sea Kaminski     |
| 21        | 21                | La police des jardins                | Nima Azarba          | Nicolas Verpilleux                     |
| 22        | 22                | Comme une truffe                     | Julien Thompson      | Pierre-Gilles Stehr                    |
| 23        | 23                | Comme chien comme chat               | Thierry Sapyn        | Kristine Songco, Joanna Lewis          |
| 24        | 24                | Musique sauvage                      | Christophe Pittet    | Erik Wiese                             |
| 25        | 25                | Cap ou pas cap                       | Dominique Etchecopar | Erik Wiese                             |
| 26        | 26                | La lettre maudite                    | Fred Mintoff         | Antoine Guilbaud                       |
| 27        | 27                | Des vacances mouvementées            | Philippe Leconte     | Daryle Conners, Marya Sea Kaminski     |
| 28        | 28                | Bête de scène                        | Olivier Derynck      | Kristine Songco, Joanna Lewis          |
| 29        | 29                | Gracie & Alphie                      | Nicolas Moschini     | Ian Carney                             |
| 30        | 30                | Chien super star                     | Thierry Sapyn        | Nicolas Verpilleux                     |
| 31        | 31                | Va chercher !                        | Nima Azarba          | Erik Wiese                             |
| 32        | 32                | Washington chien de garde            | Julien Thompson      | Emmanuel de Franceschi                 |
| 33        | 33                | La promenade infernale               | Christophe Pittet    | Matthieu Chevallier                    |
| 34        | 34                | Bienvenue dans la jungle             | Philippe Leconte     | Matthieu Chevallier                    |
| 35        | 35                | Le carnaval des animaux              | Thierry Sapyn        | Pierre-Gilles Stehr                    |
| 36        | 36                | Dame Renard                          | Ronan Le Brun        | Matthew Beans                          |
| 37        | 37                | Le trou de trop                      | Olivier Derynck      | Alec Holland                           |
| 38        | 38                | Un chien héroïque                    | Fred Mintoff         | Laura Beck                             |
| 39        | 39                | Mon vieux Wash                       | Nima Azarba          | Laura Beck, Melanie Lewis              |
| 40        | 40                | Au sec-ours                          | Julien Thompson      | Pierre-Gilles Stehr                    |
| 41        | 41                | La course du quartier 1re Partie     | Philippe Leconte     | Erik Wiese                             |
| 42        | 42                | La course du quartier 2e Partie      | Thierry Sapyn        | Erik Wiese                             |
| 43        | 43                | Comme neuf                           | Christophe Pittet    | Antoine Guilbaud                       |
| 44        | 44                | Un rêve complètement fou             | Nima Azarba          | Erik Wiese                             |
| 45        | 45                | A chaque jour suffit sa poule        | Nicolas Moschini     | Matthew Beans                          |
| 46        | 46                | L'extraterrestre                     | Fred Mintoff         | Matthieu Chevallier                    |
| 47        | 47                | Renard Masqué                        | Philippe Leconte     | Nicolas Verpilleux                     |
| 48        | 48                | Notre petit secret                   | Julien Thompson      | Emmanuel de Franceschi                 |
| 49        | 49                | C'est plus drôle d'être un chien     | Thierry Sapyn        | Erik Wiese                             |
| 50        | 50                | Quand les sangliers auront des ailes | Philippe Leconte     | Pierre-Gilles Stehr                    |
| 51        | 51                | La couverture de mes cauchemars      | Olivier Derynck      | Erik Wiese                             |
| 52        | 52                | Sam se déguise                       | Ronan Le Brun        | Matthieu Chevallier                    |

| N° global | N° dans la saison | TITRE FRANÇAIS                    | STORYBOARD                  | SCENARIO                                      |
| --------- | ----------------- | --------------------------------- | --------------------------- | --------------------------------------------- |
| 53        | 1                 | Sam-nésique                       | Lionel Allaix               | Nicolas Verpilleux                            |
| 54        | 2                 | On ne négocie pas avec les souris | Julien Thompson             | Balthazar Chapuis                             |
| 55        | 3                 | Le jouet qui rend fou             | Yannick Zanchetta           | Nicolas Verpilleux                            |
| 56        | 4                 | Maître Poppy                      | Sylvain Girault             | Nicolas Verpilleux                            |
| 57        | 5                 | Les mouches                       | Alexandre Hesse             | Yves Coulon                                   |
| 58        | 6                 | Espion domestique                 | Stéphane Beau               | Laure-Elisabeth Bourdaud, Johanna Goldschmidt |
| 59        | 7                 | La baballe d'or                   | Julien Thompson             | Balthazar Chapuis                             |
| 60        | 8                 | Alvarez le sauvage                | Maxime Mauboussin           | Gauthier Battoue                              |
| 61        | 9                 | Alerte allergie                   | Camilo Collao               | Yves Coulon                                   |
| 62        | 10                | Chacun cherche son Sam            | Yannick Zanchetta           | Balthazar Chapuis                             |
| 63        | 11                | Des costumes très attirants       | Sylvain Girault             | Laure-Elisabeth Bourdaud, Johanna Goldschmidt |
| 64        | 12                | Le pilo-test                      | Stéphane Beau               | Matthieu Chevallier                           |
| 65        | 13                | La chasse aux trésors             | Alexandre Hesse             | Yves Coulon                                   |
| 66        | 14                | Le cousin Alvarez                 | Frédérick Chaillou          | Yannick Hervieu                               |
| 67        | 15                | L'autre Wash                      | Julien Thompson             | Yannick Hervieu, Cécile Leclère               |
| 68        | 16                | Retour à la nature                | Ryan Chang Lam              | Nicolas Verpilleux                            |
| 69        | 17                | Par où? C'est par là?             | Mohamed Labidi              | Balthazar Chapuis                             |
| 70        | 18                | Sam magique                       | Sylvain Girault             | Christophe Courty                             |
| 71        | 19                | Maison sous haute connexion       | Stéphane Beau               | Simon Lecocq                                  |
| 72        | 20                | Ce bon vieux Magnus               | Stéphane Beau               | Yannick Hervieu, Cécile Leclère               |
| 73        | 21                | En quarantaine                    | Ryan Chang Lam              | Simon Lecocq                                  |
| 74        | 22                | Les reines du déguisement         | Julien Thompson             | Balthazar Chapuis                             |
| 75        | 23                | Eugénie fait des étincelles       | Sylvain Girault             | Yves Coulon                                   |
| 76        | 24                | Un petit tour en forêt            | Stéphane Beau               | Christophe Courty                             |
| 77        | 25                | N'oubliez pas le pourboire        | Mohamed Labidi              | Laure-Elisabeth Bourdaud, Johanna Goldschmidt |
| 78        | 26                | Les tatoués!                      | Olivier Dutranoy            | Simon Lecocq                                  |
| 79        | 27                | Le chien volant                   | Alexandre Hesse             | Christophe Courty                             |
| 80        | 28                | Wash est un bon fils              | Alexandre Hesse             | Yves Coulon                                   |
| 81        | 29                | Place aux puces                   | Ahmed Nasri                 | Pierre-Gilles Stehr, Xavier Vairé             |
| 82        | 30                | Ragoumatou                        | Julien Thompson             | Christophe Courty                             |
| 83        | 31                | Dératisator                       | Sylvain Girault             | Balthazar Chapuis                             |
| 84        | 32                | Avalé tout rond                   | Olivier Dutranoy            | Laure-Elisabeth Bourdaud, Johanna Goldschmidt |
| 85        | 33                | Une truie de trop                 | Sylvain Girault             | Yves Coulon                                   |
| 86        | 34                | Supervision                       | Colin Albert, Arthur Moncla | Nicolas Verpilleux                            |
| 87        | 35                | En voiture!                       | Julien Thompson             | Christophe Courty                             |
| 88        | 36                | Une dent contre Croquette         | Ryan Chang Lam              | Laure-Elisabeth Bourdaud, Johanna Goldschmidt |
| 89        | 37                | Véto à domicile                   | Alexandre Hesse             | Yves Coulon                                   |
| 90        | 38                | La flûte enchantée                | Ryan Chang Lam              | Simon Lecocq                                  |
| 91        | 39                | La vie de Chalvarez               | Julien Thompson             | Nathalie Dargent                              |
| 92        | 40                | Toilettes zone                    | Sylvain Girault             | Matthieu Chevallier                           |
| 93        | 41                | Le bribri à sa tatie              | Alexis Routhiau             | Nathalie Dargent                              |
| 94        | 42                | Le toutou qui sait tout sur tout  | Julien Thompson             | Laure-Elisabeth Bourdaud, Johanna Goldschmidt |
| 95        | 43                | Des vacances de sauvages          | Olivier Dutranoy            | Nicolas Verpilleux                            |
| 96        | 44                | Entre chien et chat               | Ryan Chang Lam              | Maxime Cormier                                |
| 97        | 45                | Attention, animaux stylés         | Arthur Moncla               | Laure-Elisabeth Bourdaud, Johanna Goldschmidt |
| 98        | 46                | Lapin ! Lapin !                   | Stéphane Beau               | Balthazar Chapuis                             |
| 99        | 47                | La diva du living                 | Alexandre Hesse             | Matthieu Chevallier, Anna Fregonese           |
| 100       | 48                | La licorne du bonheur             | Julien Thompson             | Nathalie Dargent                              |
| 101       | 49                | Le jour de Mitch                  | Sylvain Girault             | Maxime Cormier                                |
| 102       | 50                | Samsès II                         | Ryan Chang Lam              | Matthieu Chevallier                           |
| 103       | 51                | Les origines Partie 1             | Olivier Dutranoy            | Laure-Elisabeth Bourdaud, Johanna Goldschmidt |
| 104       | 52                | Les origines Partie 2             | Arthur Moncla               | Laure-Elisabeth Bourdaud, Johanna Goldschmidt |